# Pittore di Dario
Pittore di Dario (fl. 340 - 320 a.C.) è il nome convenzionale assegnato a un ceramografo apulo, il rappresentante più eminente alla fine dello Stile Ornato nella pittura vascolare a figure rosse della Magna Grecia.

## Attività
Il nome convenzionale deriva da quello di un suo cratere a volute, il vaso di Dario, rinvenuto nel 1851 in un ipogeo dauno di Canosa di Puglia, esposto nel Museo archeologico nazionale di Napoli (H3253). Molte delle sue opere, per lo più crateri a volute, anfore e loutrophoroi, sono di grandi dimensioni. I suoi soggetti preferiti ci risultano essere le scene teatrali, in special modo dalle tragedie classiche di Euripide, e altri temi mitologici. Va notato che certo numero di questi temi mitologici sono ignoti ai testi letterari sopravvissuti e invece conosciuti esclusivamente grazie ai suoi vasi. Su altre forme vascolari, in particolare delle pelikes, dipinse anche scene di nozze, eroti, donne e motivi dionisiaci. A differenza di altri pittori contemporanei, le scene sepolcrali (vasi naiskos) che dipinse risultano rare; e nei casi in cui si incontrino tali soggetti, sono rappresentati quasi esclusivamente sulla faccia secondaria del vaso. Alcuni dei suoi prodotti, come appunto lo stesso vaso di Dario, rappresentano soggetti storici.
Una delle caratteristiche più particolari del suo operare è l'uso frequente di iscrizioni. Non si limitò, infatti, alla normale pratica di definire le singole figure, ma le utilizzò anche per definire delle scene (come persai - persiani); si può così dire che queste iscrizioni possano essere considerate come dei "titoli". Tese anche a coprire tutto lo spazio disponibile su di un vaso con le rappresentazioni figurali, sovente disponendole su due o tre fasce. Talvolta alcune singole aree sono colmate da opulenti fregi ornamentali. Il Pittore di Dario viene considerato il primo ceramografo ad aver sfruttato appieno le possibilità della pittura vascolare nei grandi formati. La qualità del suo stile di disegno è considerata piuttosto buona, in particolare nella resa dei volti, raffigurati spesso di tre quarti.
Il pittore Dario operò in una grande officina, probabilmente a Taras. È anche possibile che ne fosse il proprietario o il capomastro. Esistono anche molte pitture vascolari così vicine al suo stile, anche se non di sua mano, da essere considerate provenienti dalla sua bottega. Fu l'ultimo importante ceramografo in Apulia: nel III secolo, dopo la sua scomparsa la ceramografia apula perse rapidamente di qualità. Stilisticamente seguì il Pittore di Varrese e il suo gruppo (es. il Pittore di Copenaghen 4223), ma superò le loro realizzazioni. Tra i suoi contemporanei, che non producessero semplicemente articoli comuni, sono da segnalare il pittore di Perrone e il pittore di Phrixos. Il suo più importante successore stilistico fu il Pittore degli Inferi.

## Opere
- Vaso di Dario – Museo archeologico nazionale di Napoli, Napoli
- Vaso dell'Amazzonomachia – Museo archeologico nazionale di Napoli, Napoli
- Anfora apula – Staatliche Antikensammlungen, Monaco di Baviera
- Piatto con pesci – Antikensammlung Berlin, Berlino
- Cretere di Frisso – Antikensammlung Berlin, Berlino